# 魚雷

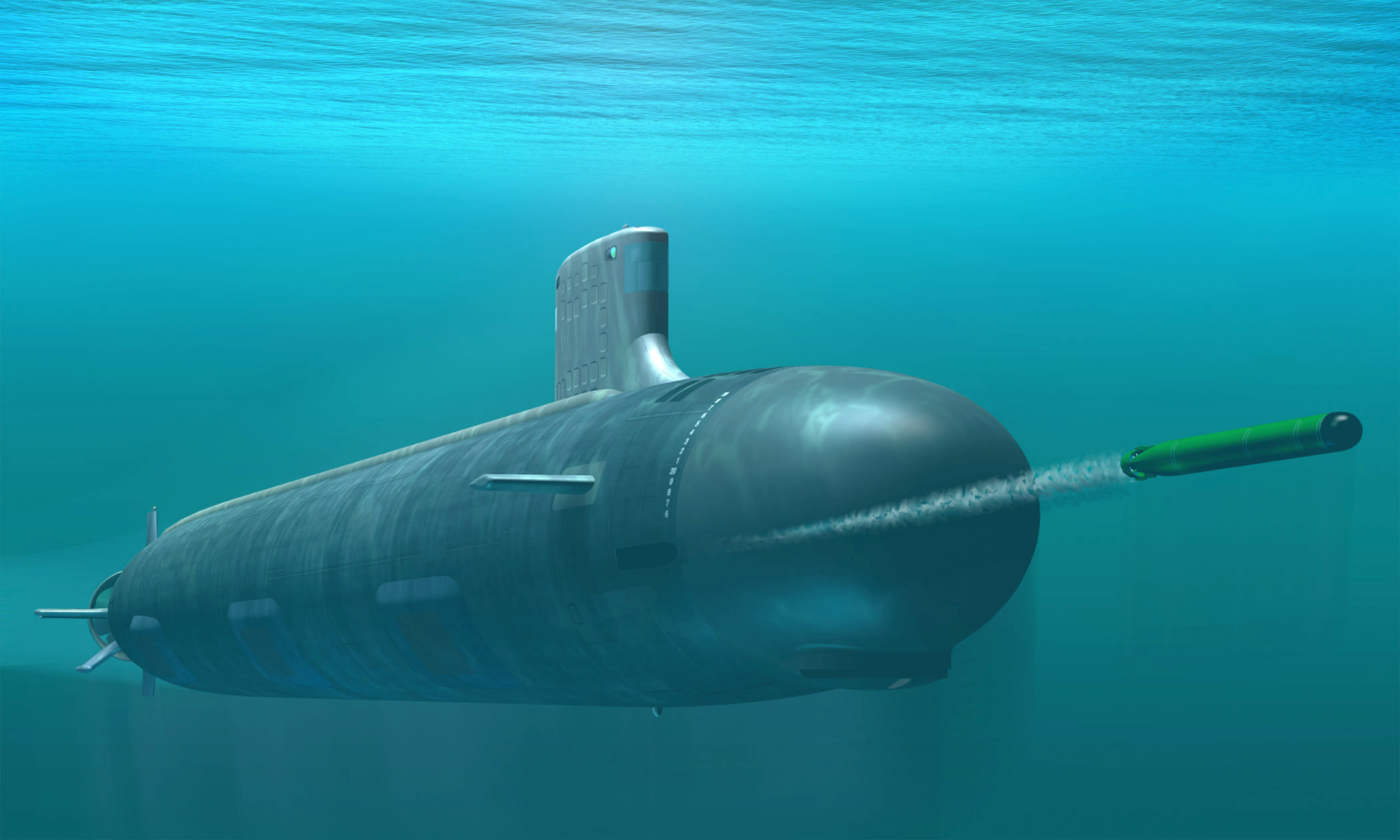
美國的维吉尼亚級潜艇攻擊想像圖

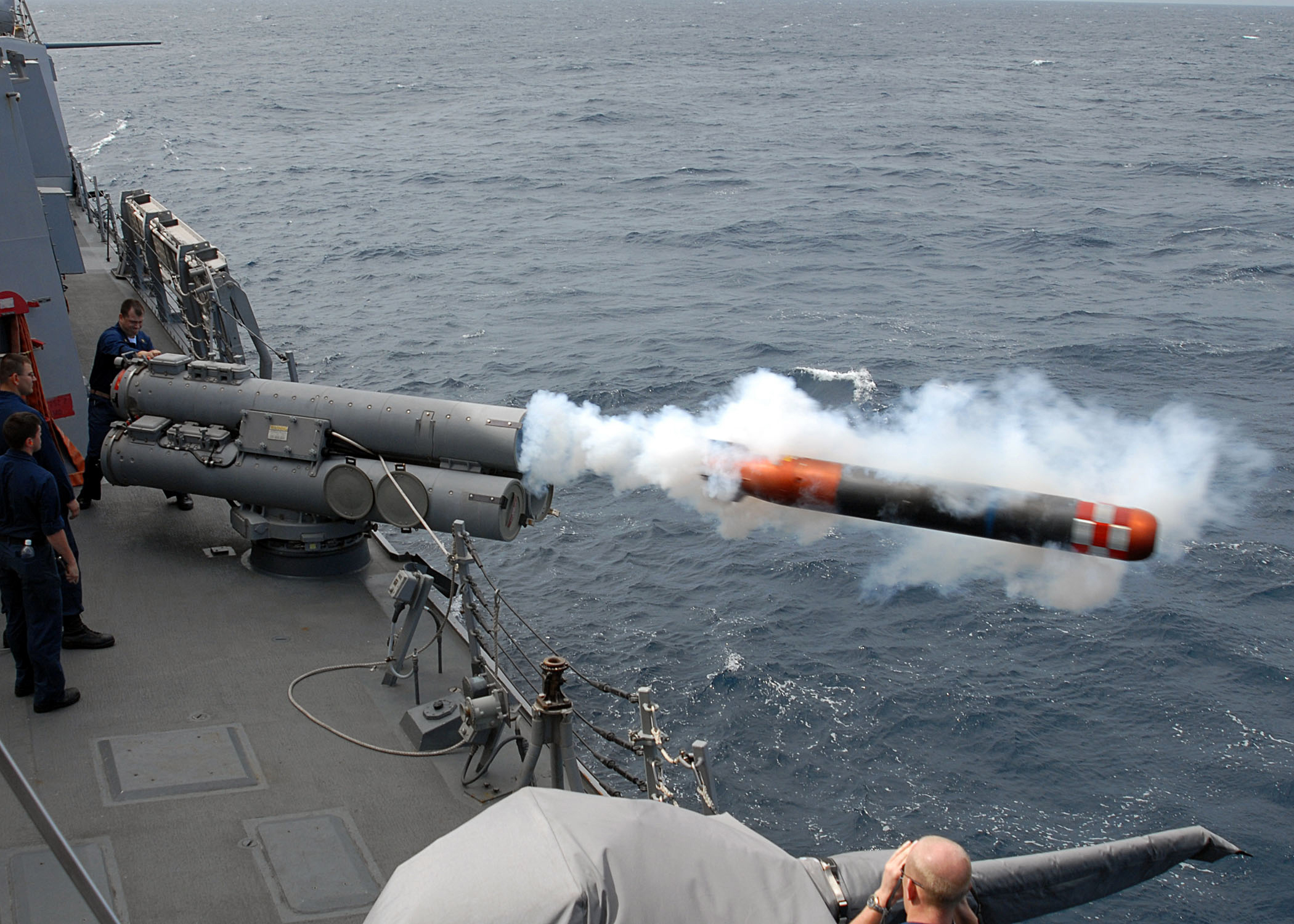
三聯裝鱼雷發射管

魚雷（英語：Torpedo）是一種有推进能力、在水下移動攻擊敵艦吃水線下船身的爆炸遠射武器。在魚雷這個名詞誕生的時代，它尚未有一個準確定義，而是將水雷也納入範疇。但是在20世紀以後，魚雷的定義就是可自力推進的水下爆炸武器。
魚雷可以從水面艦上的發射管而潛艇可以透過魚雷魚雷管發射魚雷，20世紀以後可以從飛行器上投擲。對海戰的常識來說，越大的船隻可以攜帶越重型的武器獲得射程與防禦力的優勢，但是魚雷也可以在小型船隻上配備使用，如鱼雷艇、微型潜艇，且其破壞力超過大型火炮。儘管有效攻擊距離較近、發射載台有被目標擊毀的風險。在反艦飛彈未問世前，對海軍實力較弱的國家，配備魚雷的輕型艦艇可以在必要時與海軍實力較強的國家有一搏之力。
鱼雷按破坏力可分为轻型和重型，按制导方式可分为无導引、自主導引和线控導引。第二次世界大戰中期以前的魚雷不具備導引功能。在發射之前需要先設定魚雷航行的方向與深度，發射之後魚雷會持續前進直到撞击引爆，或動力用盡而沉沒。現代的魚雷都有自我導引與追蹤目標的能力，準確度和殺傷力都高得多。

## 結構
現代魚雷的構造從前往後大致上可以區分為：
- 尋標器：配備聲納，用以偵測和追蹤目標，冷戰以後的魚雷開始配備與潛艦連線的電纜(或光纖)，使魚雷離艦後可持續接受潛艦指揮增加命中率。
- 战斗部：装配彈頭。早期的彈頭是配備撞擊引信，魚雷以碰撞與爆炸摧毀船隻。導引魚雷與磁氣引信問世後，彈頭改變爆炸模式，從船隻下方引爆，讓爆炸力集中在毀壞龍骨結構，並由爆炸產生氣泡把船隻「抬高」，在氣泡破裂後，水壓和重力將促使船隻遭折斷。
- 動力段：包括內燃機與電池，動力的供應多設置在這一區。
- 導線段：如果是線導魚雷，會有大量的導線纏繞儲存在這一區。
- 推進段：這是將動力來源轉換為推進魚雷前進的能力。目前大多數的魚雷使用的還是螺旋槳。

## 類型

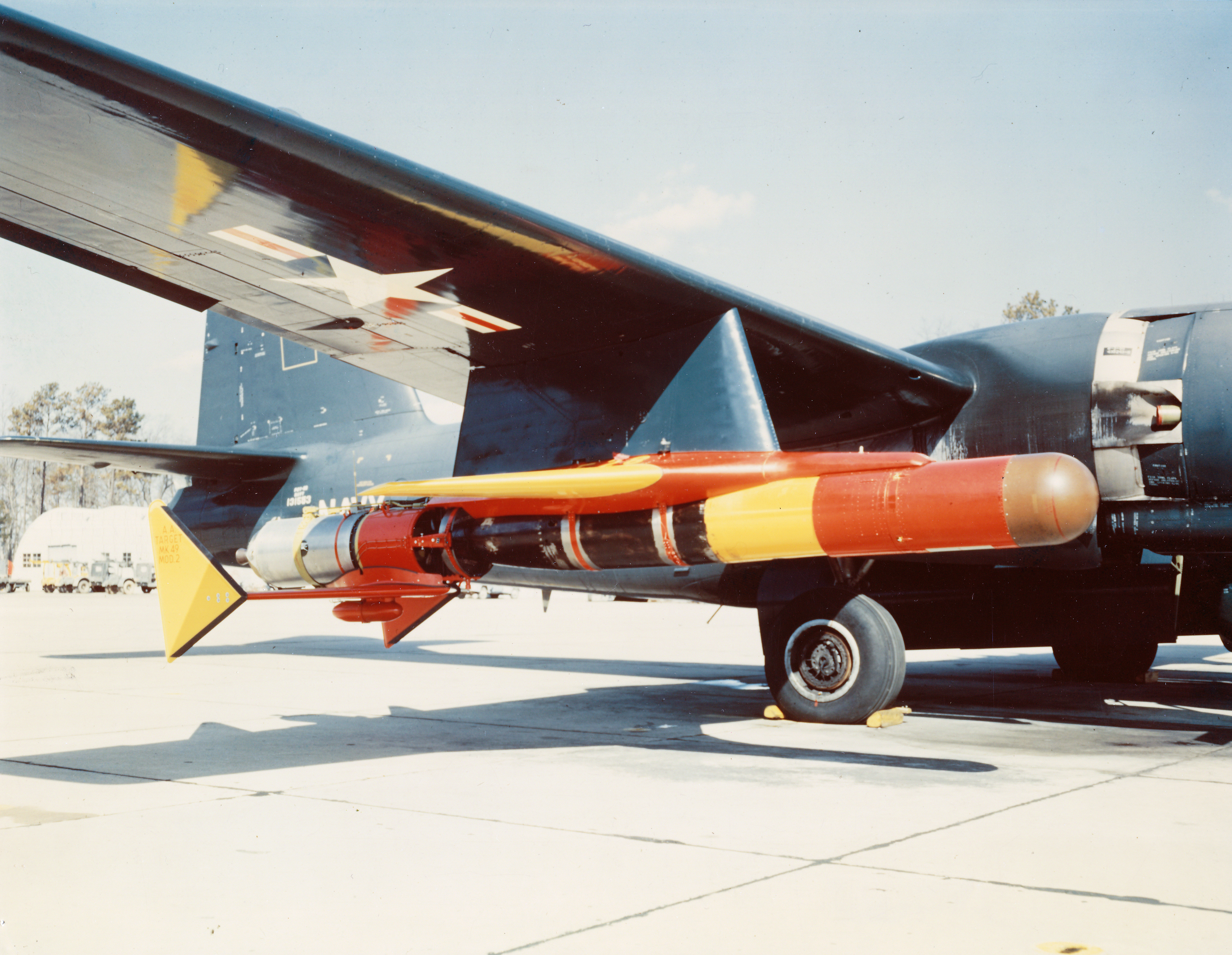
掛載於P-2海王星巡邏機上的魚雷

- 輕型魚雷：作為近距離攻擊使用，主要對付目標為潛艇，當前服役的輕型魚雷規格多半是直徑324公厘，為水面艦、反潛機所用。
- 重型魚雷：可以遠距離攻擊，潛艦的主要武器，當前服役的重型魚雷直徑從481公厘到650公厘不等，普及率較高的規格為533公厘。
- 超空泡魚雷：利用超空蝕效應的特性，使魚雷在水下前進時，外部有一層空氣包覆著魚雷以減少阻力。前蘇聯曾發展出試驗用途的VA-111魚雷，最高速度可以達到200節（時速370公里），但射程僅7到13公里。而伊朗已經開發了仿製型（Hoot）。
- 火箭助飛魚雷：又稱反潛飛彈，主要由水面艦使用。將火箭發動機與魚雷結合，使用火箭將魚雷推送到目標位置附近釋放魚雷入水攻擊。增長魚雷的有效射程，縮短潛艦的警戒時間。

## 歷史

### 近代魚雷發明
近代魚雷誕生在19世紀的奧匈帝國，奧匈帝國海軍上校喬望尼·盧俾士在里耶卡與英國機械工程師兼商人羅伯特·懷海德（英語：Robert Whitehead）結識。盧俾士在1864年向懷海德陳述他的新武器構想，這個武器稱為海岸防衛者（salvacoste），盧俾士認為可以在海上布設可從陸地上繩索控制的浮動水雷，這個構想因為無法提出動力與導引的可靠方案，因此不被奧匈帝國軍方所採納。
懷海德從朋友的提案中獲得靈感，在1866年製造出第一款具有自備動力的近代魚雷：白頭魚雷，在1866年交付給奧匈帝國海軍測試。白頭魚雷解決了過往漂雷未能克服的缺點，它有內建動力可以自行移動，配備穩定裝置讓魚雷可以維持在設定水深。白頭魚雷問世後獲得奧匈帝國重視投資，懷海德因此在里耶卡開設世界第一間魚雷工廠。在1870年，白頭魚雷開始外銷給英國皇家海軍，各國海軍在得知這個新武器後紛紛向懷海德採購魚雷，法國、德國等歐陸工業國家的兵工專家也依循類似原理開發出國產魚雷。

### 一戰以前
魚雷的第一個戰果是在19世紀末俄土戰爭 (1877年－1878年)締造，俄羅斯魚雷艇母艦Velikiy Knyaz Konstantin號所配備的魚雷艇在1878年1月16日擊沉土耳其輪船Intibah號。第一艘被擊沉的近代軍艦則是智利海軍的布蘭科·恩卡拉達號鐵甲艦（清朝譯名「白郎古恩喀喇達號」），她在1891年智利內戰中被林奇海軍上將號炮艦施放的白頭魚雷給擊沉，證明了魚雷以小博大的實際戰果。
不久之後，1895年的甲午戰爭中，日本帝國海軍也運用了魚雷艇重創了清朝北洋艦隊定遠號戰艦。日俄戰爭期間，俄羅斯帝國海軍與日本帝國海軍相互都使用魚雷與魚雷艇對敵方艦艇攻擊，至少造成了1艘戰艦、2艘防護巡洋艦與2艘驅逐艦損失。
- 1906年英國皇家海軍建造的無畏號戰艦，將魚雷管安置在船殼吃水線下方，並在船側身加掛鋼製防魚雷網。

### 第一次世界大戰
- 由威廉二世領軍的德意志帝國U型潜艇艦隊，首先發動了無限制潛艇戰，曾擊沉了英國郵輪盧西塔尼亞號，造成國際公憤，同時因為船上有美國公民喪生引致了美國參戰。[1]

### 兩戰期間
- 魚雷雖改良許多但仍缺乏準確度，若採用無線電遙控會遭到敵軍鎖定頻率干擾，這時來自奧地利的美國女演員海蒂·拉瑪想出了不斷改變無線電頻率來遙控魚雷的方法，她在奧地利與第一任丈夫德國軍火商和軍方聊天作陪時，聽過他們討論改善魚雷準確度的問題，她因家暴逃到美國後提出的靈感是來自讓自動鋼琴自動彈奏的打孔卡，雖然因體積太大未能用在二戰的魚雷上，但此理論卻成為日後無線通訊保密與手機通訊時增加頻寬的方法，不斷變換頻率等於創造出多組新的頻率。
- 1937年日本開發出九三式魚雷並進行量產，這種魚雷使用壓縮氧作為推進系統之氧化劑，使速度與射程都大幅增加，氣泡軌跡也減少而更難被發現，而被稱為「氧氣魚雷（酸素魚雷）」，在二戰結束前為全世界性能最優秀的魚雷。後來還衍生出一般潛艦用的九五式魚雷與微型潛艇用的九七式魚雷，但後者沒有設計很成功。

### 第二次世界大戰
- 1940年英國在塔蘭托戰役首次使用剑鱼式鱼雷轰炸机搭載魚雷攻擊並重創義大利皇家海軍，並預示大艦巨炮主義的終結及海軍航空力量之興起。日本帝國海軍以自信或者靈感參考了塔蘭托戰役的行動，隨後攻擊了美國太平洋艦隊的母港珍珠港。
- 1941年英國為替胡德號戰鬥巡洋艦復仇出動大量老舊的剑鱼式鱼雷轰炸机搭載魚雷重創納粹德國海軍的俾斯麥號戰艦。
- 大日本帝國海軍航空隊在珍珠港事件用九七式艦上攻擊機搭載經過改造而適合淺水前進的魚雷對美國太平洋艦隊駐夏威夷艦艇發動攻擊重創數艘軍艦。
- 納粹德國海軍將領卡爾·鄧尼茨首創狼群戰術，用U型潜艇編隊分化盟軍護航船團，並一度取得戰術上的成功；後來盟軍發展了新型反潛巡邏機與刺蝟砲等武器反將德軍一軍。
- 日軍在東南亞戰場上與駐防馬來亞的英軍艦隊爆發馬來亞海戰，以九六式陸上攻擊機和一式陸上攻擊機搭載魚雷和炸彈擊沉了英軍威爾斯親王號戰艦與反擊號戰鬥巡洋艦。
- 德國的無限制潛艇戰與狼群戰術被美軍所沿襲，進而以美國海軍潛艇打擊日本在太平洋上的補給船團，斷絕了日本從臺灣、東南亞、華南等地區攫取的戰略資源運輸。
- 1943年日軍每況愈下而開發出人操魚雷回天，希望以自殺攻擊的方式重創盟軍以逆轉戰局（即回天的意思），但戰績相當不理想。
- 美軍大量使用TBF復仇者式轟炸機進行魚雷攻擊，並在雷伊泰灣海戰與坊之岬海戰分別擊沉了日本最強兩艘大和級戰艦武藏號與大和號。
- 1945年1月30日納粹德國郵輪威廉·古斯特洛夫號於波羅的海被蘇聯S級潛艇S-13發射三枚魚雷擊沉。遇難人數估計由5,300至9,931人不等，為歷史上遇難人數最多的海難。

### 20世紀中後期
- 中國人民解放軍海軍在大陳島戰役、一江山島戰役等對付中華民國國軍的戰役中，曾以魚雷艇擊沉了國軍太平號驅逐艦。
- 1982年的福克蘭戰爭，英國核潛艇征服者號擊沉了阿根廷的貝爾格拉諾將軍號巡洋艦，使阿根廷海軍痛失主力，迫使5月25日號航空母艦等阿根廷船艦被英軍封鎖在港內，無法馳援福島前線。

### 21世紀
- 2010年朝鮮半島鄰近黃海的海域上，發生天安艦事件，南韓方面在事後找到疑似朝鮮人民軍所發射的魚雷殘骸，首爾方面遂強烈譴責平壤當局。

## 反魚雷裝備
- 防雷鼓包
- 鱼雷诱饵

## 著名產品
- 俄羅斯
  - 65型魚雷
  - VA-111魚雷（英语：VA-111 Shkval）
- 瑞典
  - 42式系列魚雷
- 義大利
  - A184魚雷
  - LCAW（英语：LCAW）
- 法國
  - E12魚雷
  - L3魚雷
- 美國
  - Mk 32型水面船艦魚雷管
  - Mk 46型魚雷
  - Mk 48型魚雷
  - Mk 50型魚雷
  - Mk 54型魚雷
- 中國
  - 魚三型
  - 魚四型 / 魚四型甲 / 魚四型乙
  - 魚五型
  - 魚六型
- 日本
  - 九一式魚雷
  - 九三式魚雷
  - 回天

## 參看
- 火箭助飞鱼雷（反潛飛彈）
- 水雷
- 核魚雷

## 參照
1. ↑  陳炳聖. . 源樺. 2007. ISBN 986828421X.

## 外部連結
- "Modern Torpedoes And Countermeasures", by Austin Joseph, Bharat Rakshak Monitor, Volume 3(4) January–February 2001.
- Navy Fact File Torpedoes: Mark 46, Mark 48, Mark 50, the source of the US Navy torpedo data (via the Internet Archive)
- The US Navy – Fact File: Torpedo - Mark 46 （页面存档备份，存于）
- The US Navy – Fact File: Heavyweight Torpedo - Mark 48 （页面存档备份，存于）
- The US Navy – Fact File: Torpedo - Mark 50 （页面存档备份，存于）
- The US Navy – Fact File: Torpedo - Mark 54 （页面存档备份，存于）
- "A History of the Torpedo The Early Days"
- "Torpedo History" Geoff Kirby (1972) （页面存档备份，存于）
- "Development of Rocket Torpedoes" Geoff Kirby (2000) （页面存档备份，存于）
- Torpedo Display, US Naval Undersea Museum
- Torpedo Collection, US Naval Undersea Museum
- Super Cavitation Torpedo 'Barracuda'
- 1890-07-26: THE SIMS - EDISON ELECTRIC TORPEDO - THE TORPEDO AT FULL SPEED - SECTIONAL VIEW OF THE TORPEDO
- Our New Torpedo Bombers To Batter the Axis, September 1942, Popular Science （页面存档备份，存于） illustration at bottom of page 94 shows how Whitehead's so called "secret unit" (i.e., the Pendulum mechanism) kept a torpedo level after entering the water, which made the self-propelled torpedo possible
- Torture Test For Tin Fishes （页面存档备份，存于） August 1944 article on testing US torpedoes - detailed photos